# پنجه فولادی (فیلم)
پنجه فولادی (به انگلیسی: Steel Toes) نام فیلمی کانادایی است، ساختهٔ دیوید گو و مارک آدم.

## داستان فیلم
مایکل داونی یک جوان کاناداییست که عضو یک گروه نئونازی است با نام برادران آریایی (به انگلیسی: Aryan Brotherhood). «سربازان» این گروه پوتین‌های سیاهی می‌پوشند که پنجه‌های آنها فولادیست. او در یک شب در هنگام مستی پس از یک کنسرت دث متال، یک آشپز هندی را به وضع فجیعی به قتل می‌رساند.
در محاکمه‌اش، دیوان قضایی کانادا وکیلی را برای دفاع از او تعیین می‌کند. اما از قضا، این وکیل مدافع، دیوید دانکلمن نام دارد و یک انسان‌گرای یهودی لیبرال است که پدرش از قربانیان هولوکاست است.
دیوید مصمم می‌شود وکالت او را قبول کند، و جهد بسیاری می‌کند تا مایکل را متوجه گناه خود (تنفر از یهودیان و خارجی‌ها) کند. او نهایتاً موفق به اصلاح مایکل می‌شود، اما در این راه چنان غرق در این پرونده می‌شود که همسر و دوستان نزدیک خود را از دست می‌دهد.

## جوایز
مهمترین جوایز این فیلم عبارتند از:
- جایزه بهترین فیلم‌نامه در The Method Fest Independent Film Festival سال ۲۰۰۷ کالیفرنیا
- جایزه هیئت ژوره در فستیوال فیلم بورلی هیلز سال ۲۰۰۷ کالیفرنیا
- جایزه بهترین بازیگر مرد، و نیز جایزه Phillip Borsos Award در Whistler Film Festival سال ۲۰۰۶ کانادا